# Vehlefanz
Vehlefanz est un village du Brandebourg faisant partie de la commune d'Oberkrämer dans l'arrondissement de Haute-Havel, à une dizaine de kilomètres au nord-ouest de Berlin. Il comprenait au 31 décembre 2008, avec les hameaux environnants, 1 800 habitants.

## Tourisme

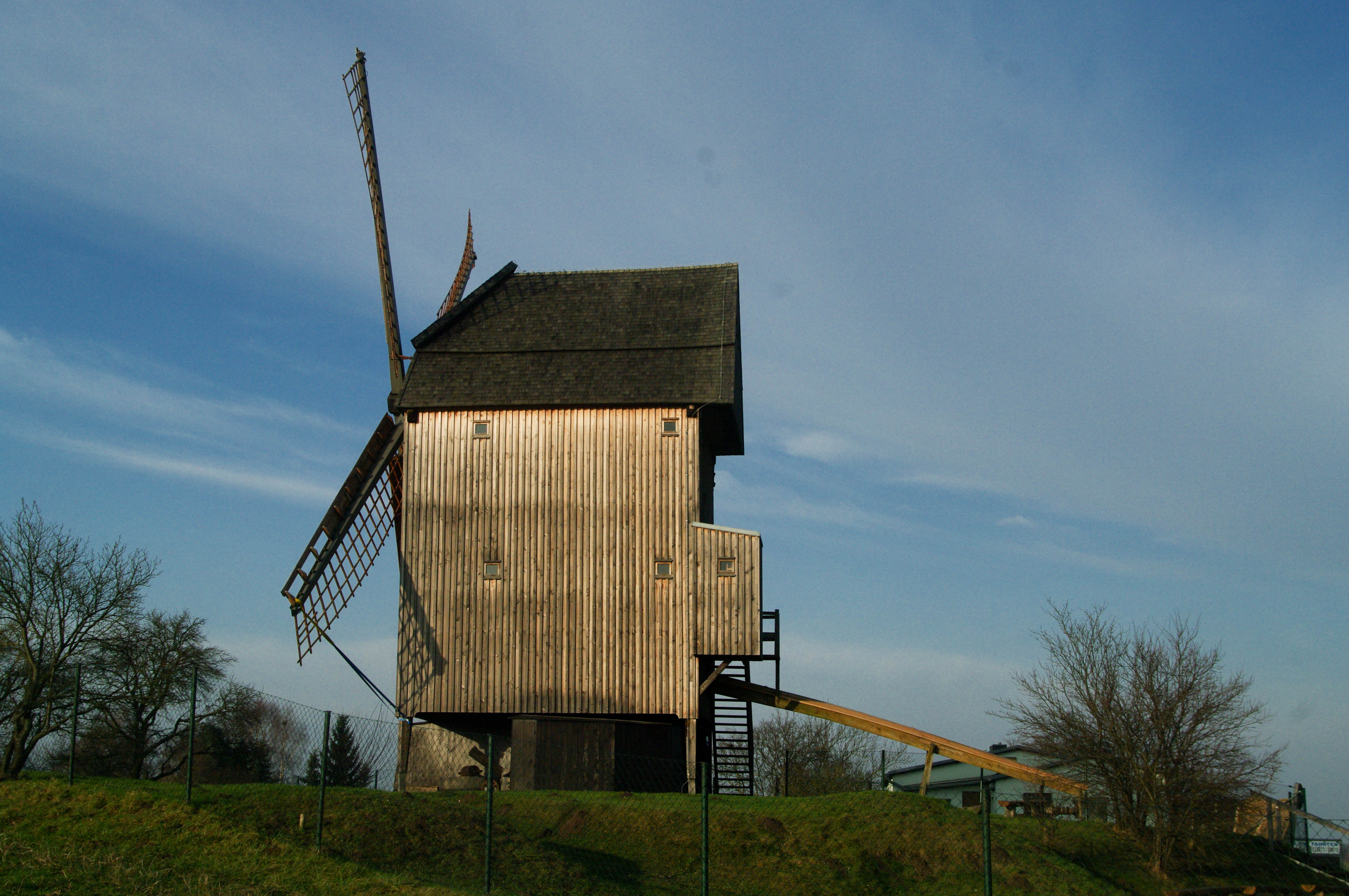
Moulin à vent de Vehlefanz.

- Château-fort de Vehlefanz
- Moulin à vent de Vehlefanz